# Poth (Texas)
Poth in Texas ist ein Census-designated place in den Vereinigten Staaten.
Poth liegt ca. 56 km südöstlich von San Antonio in Texas. Das U.S. Census Bureau hat bei der Volkszählung 2020 eine Einwohnerzahl von 1819 ermittelt. Westlich von Poth befindet sich der San Antonio River. Östlich von Poth befindet sich der Cibolo Creek.

## Geschichte
Im Jahr 1886 wurde Marcelina von amerikanischen Siedlern gegründet. 1901 wurde der Ort in Poth umbenannt. Der Ort wurde nach dem Unternehmer A. H. Poth benannt.

## Infrastruktur
- Blessed Sacrament Church
- Poth Cemetery
- Poth High School

Poth ist über die US 181, die TX 119, die FM 427 und die FM 541 an das amerikanische Straßennetz angeschlossen. Der Ort besitzt keinen Eisenbahnanschluss. Der nächstgelegene Eisenbahnanschluss befindet sich in San Antonio. Der nächstgelegene internationale Flughafen befindet sich in San Antonio.

## Bevölkerungsentwicklung
|  |